# Heugnes
Heugnes [œɲ] ist eine französische Gemeinde im Département Indre in der Region Centre-Val de Loire. Sie gehört zum Kanton Valençay im Arrondissement Châteauroux. Sie grenzt im Norden an Écueillé, im Osten an Jeu-Maloches, im Südosten an Selles-sur-Nahon, im Süden an Pellevoisin, im Südwesten an Villegouin und im Westen an Préaux. Weiler in der Gemeindegemarkung heißen Le Carroir, La Tuilerie und Les Cailloux.
Heugnes hat eine Bahnstation an der Schmalspurbahn Chemin de fer du Blanc-Argent. Diese wird durch den Train du Bas-Berry bedient. Im Gemeindegebiet entspringt der Fluss Nahon.

## Bevölkerungsentwicklung
| Jahr      | 1962 | 1968 | 1975 | 1982 | 1990 | 1999 | 2008 | 2015 |
| --------- | ---- | ---- | ---- | ---- | ---- | ---- | ---- | ---- |
| Einwohner | 644  | 562  | 466  | 423  | 399  | 436  | 406  | 401  |

## Verkehr
Heugnes hat einen Bahnhof an der Bahnstrecke von Le Blanc nach Argent. Der entsprechende Abschnitt der meterspurigen Schmalspurbahn wurde am 17. November 1902 eröffnet. Am 26. September 1980 wurde der Personenverkehr und am 31. Dezember 1988 auch der Güterverkehr eingestellt. Auf dem denkmalgeschützten Streckenabschnitt zwischen Argy und Luçay-le-Mâle über Heugnes führt die Museumseisenbahn Train du Bas-Berry seit 2003 einen touristischen Verkehr mit historischen Fahrzeugen durch.

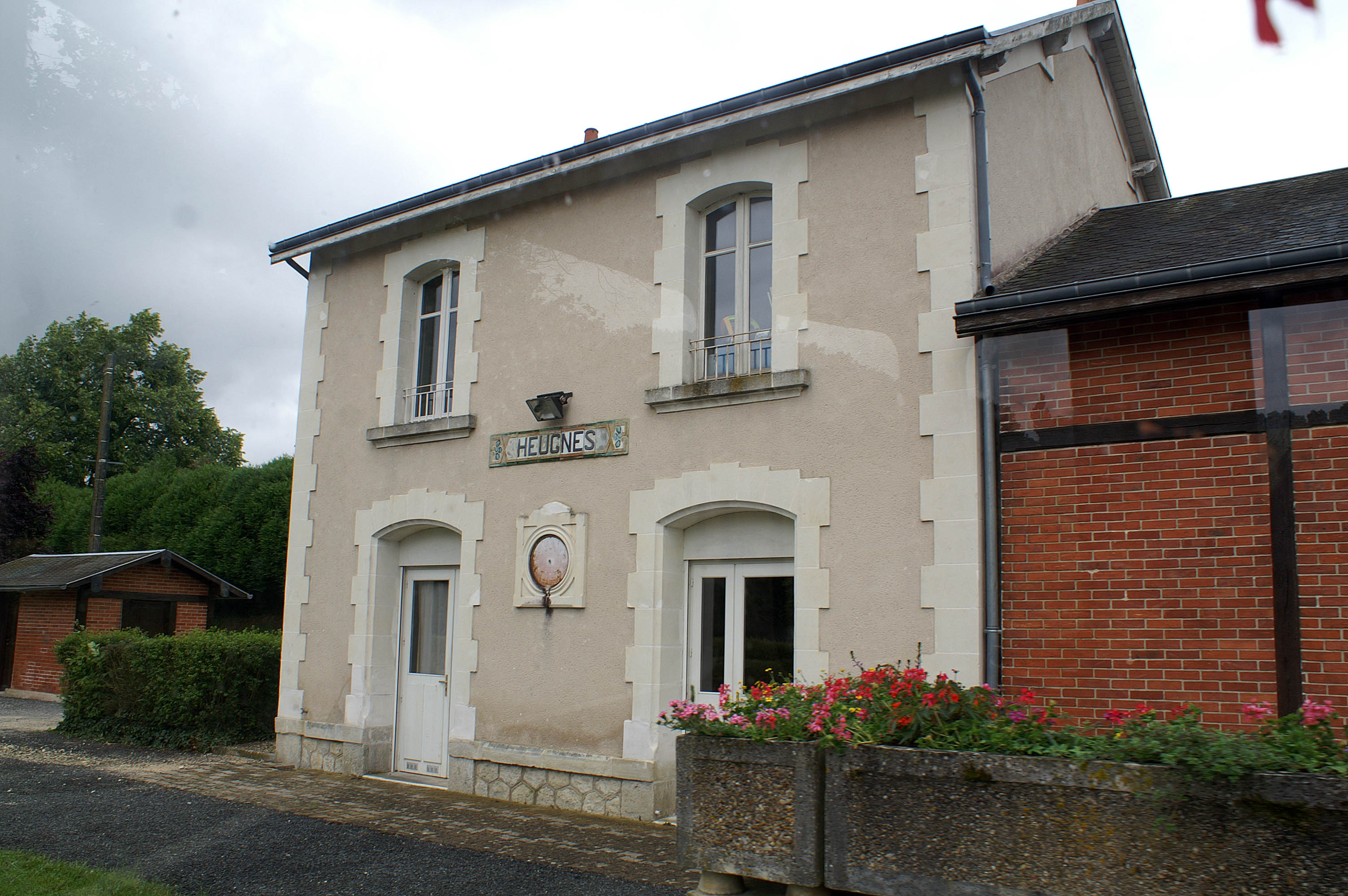
Bahnhofsgebäude, Monument historique
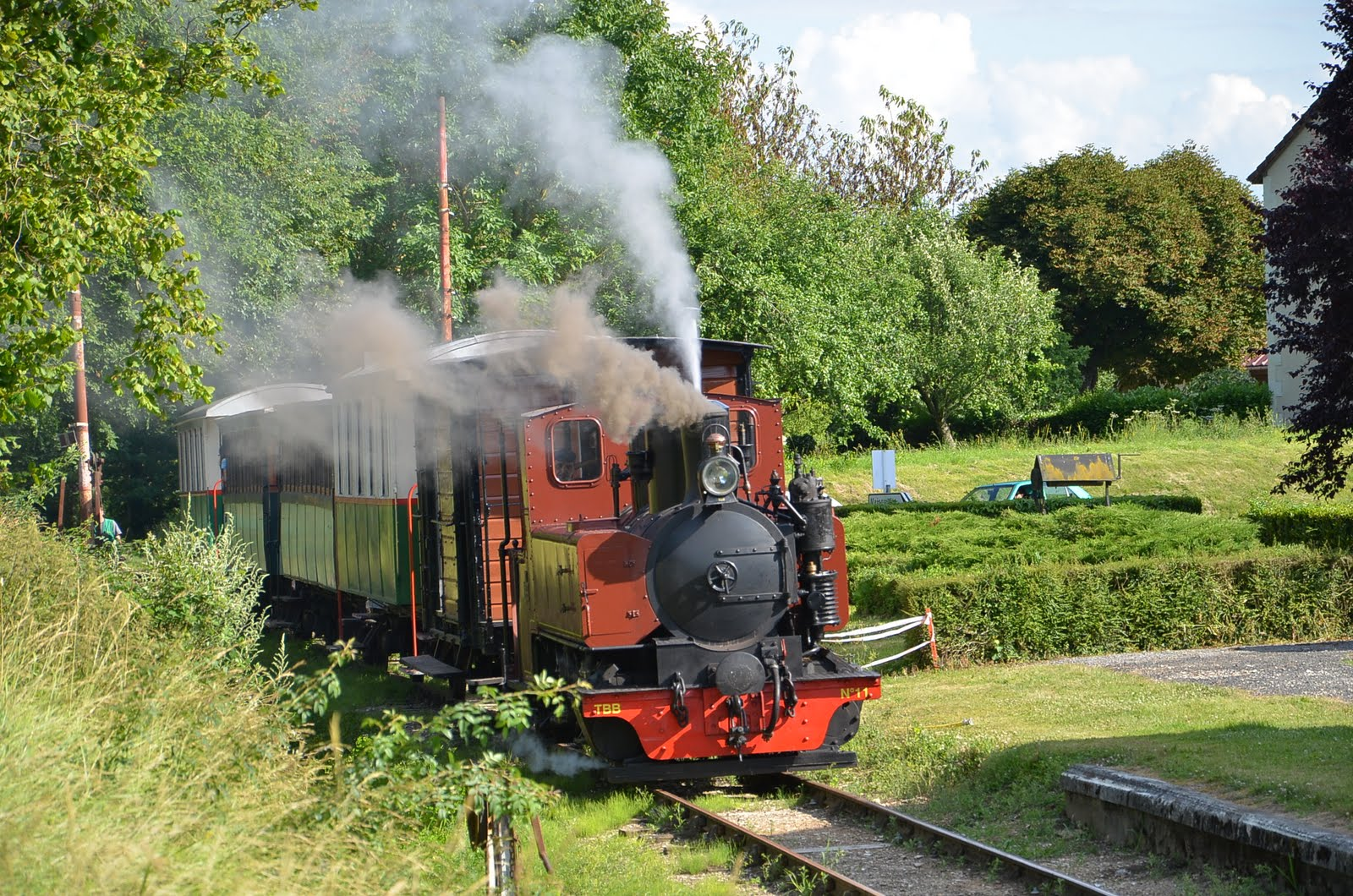
Museumszug im Bahnhof von Heugnes